# Ріко Рамос
Ріко Рамос (англ. Rico Ramos, 20 червня 1987) — пуерториканський професійний боксер, чемпіон світу за версією WBO в другій легшій вазі (2011-2012).

## Професіональна кар'єра
Дебютував на профірингу 2008 року. В чотирнадцятому бою завоював титул WBO Youth у другій легшій вазі, який двічі захистив.
9 липня 2011 року, маючи рекорд 19-0, вийшов на бій за титул чемпіона світу за версією WBA у другій легшій вазі проти Акіфумі Сімода (Японія) і нокаутував його в сьомому раунді, відібравши звання чемпіона.
20 січня 2012 року в першому захисті титулу зустрівся в бою з Гільєрмо Рігондо (Куба) і програв нокаутом в шостому раунді, втративши титул чемпіона світу.
В наступних боях перемоги у Рамоса чергувалися з поразками.